# Прямське
Прямське (рос. Прямское) — присілок у Маслянинському районі Новосибірської області Російської Федерації.
Входить до складу муніципального утворення Пеньковська сільрада. Населення становить 144 особи (2010).

## Історія
Згідно із законом від 2 червня 2004 року органом місцевого самоврядування є Пеньковська сільрада.

## Населення
| 2002 | 2007 | 2010 |
| ---- | ---- | ---- |
| 196  | ↘192 | ↘144 |